# Prolepse (cinématographie)
Pour les articles homonymes, voir Flashforward (homonymie).
Dans une narration, une prolepse (en anglais flashforward, saut en avant) intervient lorsque le spectateur est informé d'un élément du récit qui est censé se dérouler dans un temps futur par rapport au temps principal du récit, figure que l'on peut opposer au flashback. Il s'agit d'une inversion, d'un anachronisme, la prolepse cinématographique étant l'équivalent de la prolepse en littérature.
Les prolepses sont généralement très courtes, réduites à une séquence, elle-même le plus souvent réduite à un seul plan. Elles peuvent apporter une information nécessaire aux spectateurs pour comprendre l'histoire ou alimenter le suspense.
Une prolepse doit être suivie d'un retour au temps initial : dans le cas contraire, il s'agit d'une ellipse narrative, c'est-à-dire un saut temporel sans modification de la chronologie. Les prolepses sont souvent présentées sous la forme d'une prémonition, ou plutôt d'une précognition d'un personnage.
Les prolepses présentent un avenir pouvant soit être modifié, soit inciter les spectateurs à s'interroger sur les tenants et aboutissants conduisant à celui-ci.

## Histoire

### Au cinéma
La première prolepse de l'histoire du cinéma apparaît dans le film Life of an American Fireman, sorti en 1903, au début duquel le réalisateur Edwin S. Porter montre un pompier somnolent, visité par une vision logée dans une image circulaire impressionnée au bord du plan, révélant à cet homme qu'un incendie est sur le point de se déclarer, mettant en danger la vie d'une jeune femme et de sa fille. Depuis, le procédé a été oublié, les cinéastes préférant le rêve ou le cauchemar prémonitoires.
Il sera utilisé plus tard dans les films suivants :
- Dans La Jetée (Chris Marker, 1962), la scène initiale, dans laquelle le narrateur énonce : « Ceci est l'histoire d'un homme marqué par une image d'enfance », est en réalité à la fois un flashback (du point de vue de l'homme la scène se déroule effectivement dans son enfance) et une prolepse (du point de vue de la progression du récit, cette séquence donne un aperçu d'évènements qui se dérouleront à la fin).
- Dans Easy Rider (Dennis Hopper, 1969), on voit furtivement la scène finale (les motos en feu) au milieu du film.
- Dans Minority Report de Steven Spielberg (le récit est fondé sur la précognition).
- Dans Pulp Fiction (Quentin Tarantino), deux des trois principaux chapitres peuvent être considérés comme des prolepses.
- Dans Fight Club (David Fincher), la toute première scène est un aperçu très furtif de la scène finale.
- Dans Jeux d'enfants (Yann Samuell), on assiste successivement à deux prolepses dès le début du film (la scène finale et la scène du bus dans l'enfance).
- Dans L'Armée des douze singes (Terry Gilliam), dont la trame est fondée sur celle de La Jetée.
- Dans 99 francs (Jan Kounen), le début du film montre successivement une prolepse et un flashback.
- Dans Next, le héros, interprété par Nicolas Cage, est capable de voir son futur proche, d'où d'innombrables prolepses tout au long du film.
- Dans Destroyer de Karyn Kusama, la première scène est une prolepse qui sera reprise lors du dénouement.
- Dans la série de films Destination finale, les prolepses sont utilisées pour prévenir les spectateurs d'une mort imminente.
- Le film Mission impossible 3 la scène initiale est une prolepse qui sera rappelée lors du dénouement.
- Dans Mr Nobody (Jaco Van Dormael), le héros se projette dans l'avenir et raconte les différentes existences qu'il aurait pu vivre, s'il avait fait tout au long de sa vie des choix différents. Le film repose sur des flashbacks et prolepses.
- Dans Terminator 2 : Le Jugement dernier (James Cameron en 1991), Sarah Connor assiste depuis un parc pour enfants, à une explosion nucléaire qui raserait la ville entière, si les recherches scientifiques qui mèneront à la création de Skynet, ne sont pas stoppées[4].

### Dans les séries télévisées
- Les séries Lost (surtout la quatrième saison), Damages et How I Met Your Mother recourent souvent à ce procédé. La série Revenge, par exemple, commence chacune de ses saisons par une prolepse montrant une séquence importante sans sa finalité et son dénouement. La saison reprend ensuite son cours en ayant de ce fait ajouté un élément de suspense et des indices difficilement compréhensibles sans le développement qui va suivre.
- Durant la fin de la saison 3 et la saison 4 de Riverdale, plusieurs sauts dans le futur sont placés à la fin des épisodes pour donner des indices sur ce qu'il se serait passé durant la prolepse du dernier épisode de la troisième saison.
- Une des héroïnes de la série Charmed, Phoebe, a des prémonitions lui permettant de voir un futur proche.
- Dans la série Dead Zone, le héros a fréquemment des visions au contact de certains objets et individus, dont des visions du futur.
- Les épisodes de la série NCIS : Enquêtes spéciales sont régulièrement entrecoupés par de courtes scènes en noir et blanc montrant le futur proche et faisant office de chapitrage ou de moments clés de l'épisode.
- La série télévisée Flashforward raconte le chaos déclenché par un « black-out » planétaire de deux minutes et dix-sept secondes au cours duquel chaque humain a perçu une vision de son propre futur.
- Dans la cinquième saison de Breaking Bad, à deux reprises, on assiste à une séquence présentant Walter White à l'âge de 52 ans, barbu et chevelu (alors qu'à ce moment-là dans la trame principale, il est chauve et arbore un « bouc »), fêtant seul son anniversaire dans un restaurant, avant de se diriger vers un véhicule équipé d'une mitrailleuse M60 (épisode 1), puis se rendant à son ancien domicile, abandonné et grillagé, pour y récupérer un tube de ricine encore intact, avant de saluer son ancienne voisine, effrayée à sa vue (épisode 9). Ces prolepses interviennent à chaque reprise de la série, aussi bien en 2012 qu'en 2013, la saison 5 ayant été partagée en deux parties de huit épisodes chacune.
Également dans Breaking Bad, plusieurs épisodes de la deuxième saison commencent par des images énigmatiques montrant un ourson en peluche dans une piscine, avec à chaque fois des détails supplémentaires, de plus en plus lugubres : des sirènes de police étouffées, des sacs contenant des cadavres. Enfin, la dernière de ces séquences révèle qu'il s'agit des conséquences d'un accident aérien ; or cet accident survient dans les dernières secondes de l'épisode final, et, étant indirectement lié aux actions de Walter White, d'une façon qui semble surnaturelle, constitue un cas de justice poétique.
- Dans la série Better Call Saul, dérivée de Breaking Bad, et dont les évènements se déroulent plusieurs années auparavant, chaque saison commence par une séquence en prolepse (et en noir et blanc) située après les évènements de Breaking Bad, donc plusieurs années dans le futur, quand James McGill alias Saul Goodman alias « Gene » a été relocalisé à Omaha sous une fausse identité pour échapper aux autorités.
- Dans la saison 7 de la série The Vampire Diaries, chaque épisode débute par un saut dans le temps de trois ans, nous montrant le futur de la vie des personnages, avant de revenir au temps présent.
- La série Murder utilise une double temporalité et recourt fréquemment aux prolepses pour jongler entre le présent et un futur proche qui dévoile des scènes importantes qu'on ne comprend qu'au fur et à mesure du déroulement des épisodes.
- Lors de l'épisode 1 de la saison 5 de la série Teen Wolf, une prolepse montre Lydia Martin (Holland Roden) fuyant Eichen House grâce à ses pouvoirs de banshee. Cette prolepse dure quelque deux minutes.
- La série Six Feet Under s'achève par une longue prolepse en musique révélant les évènements clés du futur des personnages principaux, jusqu'à la mort de Claire Fischer, qui est alors une jeune femme pleine d'avenir venant de quitter sa famille pour aller faire carrière dans la photographie artistique à New York.
- L'épisode final de la série Castle (épisode 8-22, en 2016) se termine par une scène de fusillade qui laisse les deux héros Richard Castle et Kate Beckett grièvement blessés, suivie par une très brève séquence en prolepse introduite par les mots « Sept ans plus tard », et qui les montre tous les deux finalement heureux en famille avec trois jeunes enfants nés dans l'intervalle.